# Життя Адель
«Життя Адель» (фр. La vie d'Adèle - Chapitres 1 et 2, дослівно — «Життя Аделі: Глави 1 и 2») — фільм французького режисера Абделатіфа Кешиша, заснований на графічному романі Жулі Маро «Синій — найтепліший колір» (фр. Le Bleu est une couleur chaude). Володар «Золотої пальмової гілки» 66-го Каннського міжнародного кінофестивалю.
Влітку після фестивалю режисер працював над прокатною монтажною версією фільму (у Каннах демонструвався робочий варіант). Національний і міжнародний прокат «Життя Адель» почався восени 2013 року, у Франції картина стартувала з першого рядка бокс-офісу — за прем'єрний вікенд її подивилося понад 260 тисяч глядачів. Кінотеатральною версією фільму тривалістю близько трьох годин Кешиш не обмежився і анонсував «фінальний монтаж», який на 40 хвилин довший, також режисер не виключив зйомок сиквелу.

## Сюжет
Глава перша
Адель (Адель Екзаркопулос) — середньостатистична французька старшокласниця. Вона живе у передмісті Лілля і щодня ледве устигає на уранішній автобус до ліцею. У школі Адель цікавиться літературою і мовами. Показано урок французької літератури, на якому обговорюється роман «Життя Маріани» П'єра Маріво. На Адель книга справляє сильне враження.
Після занять подруги Аделі звертають її увагу, що вона явно викликає симпатію у парубка із старшого класу, Тома (Жеремі Лаерт). Аделі він також подобається. Наступного ранку вони випадково зустрічаються в автобусі і домовляються зустрітися після занять. Доро́гою на побачення Адель звертає увагу на дівчину, волосся якої забарвлене в синій колір. Побачення з Тома з вуличного кафе переходить в кіно. Повернувшись додому, Адель перебуває в розгубленості, розуміючи, що з Тома у неї немає нічого спільного і що, хоч він і добрий парубок, до нього її тягне значно менше, ніж до незнайомки з синім волоссям.
Наступного дня в ліцеї, Адель уникає Тома і розпитувань нав'язливих подруг про їх побачення. Коли Тома просить її порозумітися, вона цілує його і проводить з ним ніч. Після цього Адель в повному замішанні розуміє, що вона не може бути з Тома. Вона кидає Тома і щоб відволіктися йде з другом-геєм до нічного гей-клубу, де знову зустрічає дівчину з синім волоссям, Ему (Леа Сейду). Ема — студентка університету факультету мистецтв.
Наступного ранку Ема чекає Адель біля виходу зі школи. Дівчата гуляють набережною, розповідають одна одній про себе і, хоч вони мало в чому схожі, вони дуже одна одній подобаються. Одна поява Еми у ліцеї Аделі призводить до шквалу емоцій з боку однокласників. При наступній зустрічі подруги Аделі поводяться агресивно, виникає сварка з приводу сексуальної орієнтації Аделі.
Адель проводить все більше часу з Емою. Їх потяг переходить в бурхливу пристрасть. Дівчата знайомляться з батьками одна одної, причому Ема представляє Адель як свою дівчину, а Ему консервативні батьки Аделі вважають подругою, що допомагає з екзаменом з філософії. Ема непогано малює, і Адель стає її головною музою.
Незважаючи на сильний взаємний потяг, дівчата дуже різні. У Аделі чіткий життєвий план педагогічної кар'єри, який вона з успіхом реалізує. Ема намагається реалізувати себе як художниця, що набагато складніше. На вечірках, куди приходять друзі Еми зі світу мистецтва, Аделі нудно. Крім того, вона помічає, що Ема воркує з вагітною гостею на ім'я Ліз, а декількома днями пізніше проводить ніч у неї.
Глава друга
Проходить декілька років. Ема з головою поринула у творчі турботи. Адель — вихователька в дитсадку. Ема живе відкрито, Адель приховує свої стосунки з Емою.
У результаті Адель починає таємно зустрічатися зі своїм колегою, втомившись від відчуженості Еми. Коли Ема про це дізнається, вона в шаленстві виганяє Адель, незважаючи на благання Аделі пробачити її і дати їй пояснити ситуацію. З цієї миті життя Аделі — це робота, де їй вдається посміхатися, самотність і сльози вечорами. Її почуття не притупляються навіть через три роки.
Адель нарешті зустрічається з Емою в кафе. Освідчується в коханні і просить повернутися. Ема говорить крізь сльози, що тепер її сім'я — це Ліз і її донька, а Адель у минулому. Остаточне усвідомлення втрати приходить до Аделі на виставці Еми, де на більшості картин вже її нова подруга, а сама Адель в синій сукні виглядає недоречно і особливо не привертає увагу Еми.
Із сльозами на очах Адель йде геть.

## У ролях
| Актор              | Роль     |
| ------------------ | -------- |
| Адель Екзаркопулос | Адель    |
| Леа Сейду          | Емма     |
| Салім Кеш'юш       | Самір    |
| Жеремі Лаерт       | Тома     |
| Шандор Фунтек      | Валентен |

| Актор          | Роль         |
| -------------- | ------------ |
| Карім Саїді    | Кадер        |
| Катрін Салі    | мати Адель   |
| Орельєн Рекуан | батько Адель |
| Байя Реаз      | Мерьєм       |
| Том Гар'є      | П'єр         |

## Рецензії
Джастін Чанг у своїй статті для журналу Variety написав, що фільм містить «найбурхливіші графічні сцени лесбійського сексу, які можна згадати на цей момент». Джордан Мінтзер з The Hollywood Reporter сказав, що незважаючи на тригодинну тривалість, «[фільм] утримував феноменальними поворотами Леа Сейду і новачка Адель Екзаркопулос, в чому присутнє чітке, проривне виконання». Пітер Бредшоу з The Guardian назвав картину «щирою» і «пристрасною», і нагородив її чотирма з п'яти зірок. Стівен Гаррет з The New York Observer сказав, що фільм був «ні чим іншим, як тріумфом» і є «великою роботою в пробудженні сексуальності».
Авторка оригінальної історії Жулі Маро не так тепло віднеслася до фільму. Вона піддала критиці сцени сексу у стрічці, порівнюючи їх з порнографією; вона сказала: «Гетеронормативні просміялися, тому що вони не розуміють цього і визнали сцени безглуздими. Геї і квіри просміялися, тому що [сцени] не переконливі, і вони визнали їх безглуздими». Проте вона заявила, що вважає фільм «Ще однією версією… тієї ж історії».
Британський кіножурнал Sight & Sound відвів стрічці Кешиша 3-тє місце у своєму топ-10 найкращих фільмів 2013 року. Аналогічну позицію «Життя Адель» зайняла у списку найкращих кіноробіт року за версією французького журналу Cahiers du Cinéma.
У березні 2016 року фільм увійшов до рейтингу 30-ти найвидатніших ЛГБТ-фільмів усіх часів, складеному Британським кіноінститутом (BFI) за результатами опитування понад 100 кіноекспертів, проведеного до 30-річного ювілею Лондонського ЛГБТ-кінофестивалю BFI Flare.

## Нагороди
У боротьбі за «Оскар» стрічка участі не брала, оскільки вийшла в широкий американський прокат у жовтні, що за правилами Академії неприпустимо.
| Нагороди та номінації                   | Нагороди та номінації                      | Нагороди та номінації                               | Нагороди та номінації            | Нагороди та номінації |
| Нагорода                                | Категорія                                  | Номінант                                            | Результат                        |                       |
| --------------------------------------- | ------------------------------------------ | --------------------------------------------------- | -------------------------------- | --------------------- |
| Каннський кінофестиваль                 | Приз ФІПРЕССІ                              | Абделатіф Кешиш                                     | Перемога                         |                       |
| Каннський кінофестиваль                 | «Золота пальмова гілка» за Найкращий фільм | Абделатіф Кешиш, Адель Екзаркопулос, Леа Сейду      | Перемога                         |                       |
| Кінофестиваль в Сан-Себастьяні          | Приз ФІПРЕССІ                              | Абделатіф Кешиш                                     | Перемога                         |                       |
| Премія Європейської кіноакадемії        | «Найкращий європейський фільм»             | Брагім Шиуа, Венсан Мараваль, Абделатіф Кешиш       | Номінація                        |                       |
| Премія Європейської кіноакадемії        | «Найкраща режисрська робота»               | Абделатіф Кешиш                                     | Номінація                        |                       |
| Премія британського незалежного кіно    | «Найкращий міжнародний незалежний фільм»   |                                                     | Перемога                         |                       |
| «Незалежний дух»                        | «Найкращий міжнародний фільм»              | Абделатіф Кешиш                                     | Перемога                         |                       |
| «Супутник»                              | «Найкраща акторка»                         | Адель Екзаркопулос                                  | Номінація                        |                       |
| «Супутник»                              | «Найкраща акторка другого плану»           | Леа Сейду                                           | Номінація                        |                       |
| «Супутник»                              | «Найкращий фільм іноземною мовою»          |                                                     | Номінація                        |                       |
| Спільнота кінокритиків Нью-Йорка        | «Найкращий фільм іноземною мовою»          |                                                     | Перемога                         |                       |
| Національна рада кінокритиків США       | «Акторський прорив»                        | Адель Екзаркопулос                                  | Перемога                         |                       |
| Асоціація кінокритиків Бостона          | «Найкращий фільм іноземною мовою»          |                                                     | Перемога                         |                       |
| Коло онлайн-кінокритиків Нью-Йорка      | «Найкращий фільм іноземною мовою»          |                                                     | Перемога                         |                       |
| Коло онлайн-кінокритиків Нью-Йорка      | «Акторський прорив»                        | Адель Екзаркопулос                                  | Перемога                         |                       |
| Асоціація кінокритиків Лос-Анджелеса    | «Найкращий фільм іноземною мовою»          |                                                     | Перемога                         |                       |
| Асоціація кінокритиків Лос-Анджелеса    | «Найкраща акторка»                         | Адель Екзаркопулос                                  | Перемога (разом з Кейт Бланшетт) |                       |
| «Золотий глобус»                        | «Найкращий фільм іноземною мовою»          |                                                     | Номінація                        |                       |
| Коло кінокритиків Сан-Франциско         | «Найкращий іноземний фільм»                |                                                     | Перемога                         |                       |
| Коло кінокритиків Канзаса               | «Найкращий фільм іноземною мовою»          |                                                     | Перемога                         |                       |
| Товариство онлайн-кінокритиків США      | «Найкращий фільм іноземною мовою»          |                                                     | Перемога                         |                       |
| Асоціація кінокритиків Чикаго           | «Акторський прорив»                        | Адель Екзаркопулос                                  | Перемога                         |                       |
| «Вибір критиків»                        | «Найкращий фільм іноземною мовою»          |                                                     | Перемога                         |                       |
| «Вибір критиків»                        | «Найкраща юна акторка»                     | Адель Екзаркопулос                                  | Перемога                         |                       |
| Асоціація кінокритиків Остіна           | «Найкращий фільм іноземною мовою»          |                                                     | Перемога                         |                       |
| Товариство кінокритиків Фінікса         | «Найкращий фільм іноземною мовою»          |                                                     | Перемога                         |                       |
| Коло кінокритиків Флориди               | «Найкращий фільм іноземною мовою»          |                                                     | Перемога                         |                       |
| Асоціація кінокритиків Юти              | «Найкраща акторка»                         | Адель Екзаркопулос                                  | Перемога                         |                       |
| Асоціація кінокритиків Юти              | «Найкращий фільм іноземною мовою»          |                                                     | Перемога                         |                       |
| Національне товариство кінокритиків США | «Найкращий фільм іноземною мовою»          |                                                     | Перемога                         |                       |
| BAFTA                                   | «Найкращий фільм іноземною мовою»          | Брагім Шиуа, Венсан Мараваль, Абдулатіф Кешиш       | Номінація                        |                       |
| Премія «Люм'єр»                         | «Найкращий фільм»                          |                                                     | Перемога                         |                       |
| Премія «Люм'єр»                         | «Найкраща акторка»                         | Леа Сейду                                           | Перемога                         |                       |
| Премія «Люм'єр»                         | «Найкращий режисер»                        | Абделатіф Кешиш                                     | Перемога                         |                       |
| Премія «Люм'єр»                         | «Найперспективніша акторка»                | Адель Екзаркопулос                                  | Перемога                         |                       |
| «Сезар»                                 | «Найкращий фільм»                          | Брагім Шиуа, Венсан Мараваль, Абделатіф Кешиш       | Номінація                        |                       |
| «Сезар»                                 | «Найкраща режисерська робота»              | Абделатіф Кешиш                                     | Номінація                        |                       |
| «Сезар»                                 | «Найкраща жіноча роль»                     | Леа Сейду                                           | Номінація                        |                       |
| «Сезар»                                 | «Найперспективніший новачок»               | Адель Екзаркопулос                                  | Перемога                         |                       |
| «Сезар»                                 | «Найкращий адаптований сценарій»           | Абделатіф Кешиш, Галья Лакруа                       | Номінація                        |                       |
| «Сезар»                                 | «Найкраща операторська робота»             | Софіян Ель Фані                                     | Номінація                        |                       |
| «Сезар»                                 | «Найкращий монтаж»                         | Каміль Тубкіс, Альбертіна Ластера, Жан-Марі Ленжель | Номінація                        |                       |
| «Сезар»                                 | «Найкращий звук»                           |                                                     | Номінація                        |                       |
| «Синдикат французьких кінокритиків»     | «Найкращий фільм»                          |                                                     | Перемога                         |                       |
| «Приз Луї Деллюка»                      | «Найкращий фільм»                          |                                                     | Перемога                         |                       |
| «Давид ді Донателло»                    | «Найкращий європейський фільм»             |                                                     | Номінація                        |                       |
| «Боділ»                                 | «Найкращий не-американський фільм»         |                                                     | Перемога                         |                       |
| «Імперія»                               | «Найкращий жіночий дебют»                  | Адель Екзаркопулос                                  | Номінація                        |                       |